# The Manual
The Manual (How to Have a Number One the Easy Way) è un saggio di Jimmy Cauty e Bill Drummond dei KLF, ma attribuito a The Timelords, del 1988. Il volume spiega come realizzare un singolo da numero 1 in classifica senza soldi o esperienza e spiega la genesi della loro novelty dei Timelords Doctorin' the Tardis, pubblicata lo stesso anno e giunta in vetta alle classifiche nel Regno Unito.

## Il libro
Stando a quello che riporta The Manual, «per prima cosa, devi essere al verde e disoccupato. Chiunque abbia un lavoro serio o una formazione a tempo pieno non avrà abbastanza tempo per potercela fare... La mancanza di denaro ti permetterà di non fare mai la scelta sbagliata. Non esiste una rete di sicurezza che ti sorreggerà nel caso cadessi.» Inoltre, secondo The Manual, «se sei già un musicista smetti di suonare il tuo strumento. Ti suggeriamo di sbarazzarti di quella robaccia.» Tra gli altri espedienti che The Manual consiglia di usare vi sono un groove ballabile e campionamenti. Il libro preannuncia anche la propria imminente irrilevanza. A tale riguardo, Cauty e Drummond sostengono che il tomo «diventerà del tutto superfluo entro dodici mesi. Un artefatto obsoleto. L'unico motivo per cui verrà ricordato è il fatto che documenta un po' di storia sociale sulle aspirazioni di certi strati sociali (sic) della società britannica di fine anni Ottanta.»

In un'intervista, Bill Drummond spiegò il motivo che lo spinse a pubblicare il libro:

## Pubblicazione
Il libro venne edito per la prima volta nel 1988. Venne ristampato due volte: una prima nel 1989 e una seconda nel 1998. Quest'ultima presenta una nuova prefazione di Drummond. Ne venne edita anche una versione in tedesco (Das Handbuch) così come una in ceco (KLF – Manual). The Manual uscì anche in formato audiolibro e in lingua tedesca. Esso è interpretato da Bela B., il batterista della band punk Die Ärzte, così come da Drummond, che legge la prefazione.

## Impatto culturale
Alcuni artisti si sono basati sui consigli di The Manual. Tra questi vi sono gli austriaci Edelweiss, la cui Bring Me Edelweiss (1988), composta servendosi di S.O.S. (1975) degli ABBA, vendette cinque milioni di copie in tutto il mondo. I Chumbawamba si basarono sui consigli di Cauty e Drummond per comporre la loro Tubthumping (1997), il loro brano di maggior successo. Le Pipettes vennero formate partendo dal presupposto di essere una "macchina pop": idea nata quando i membri lessero The Manual.